# 陳慧琳Love Fighters演唱會2008
陳慧琳Love Fighters演唱會2008為香港歌手陳慧琳於2008年6月13至18日舉行的紅館演唱會。一連6場的《陳慧琳Love Fighters演唱會2008》為紅館裝修前最後一個演唱會。
主辦單位一如以往不惜工本，斥資過百萬從澳洲運送八台全世界最新的投影設備到紅館，於舞台上打造多個不一樣的幻想世界。整個演唱會共有6個主題，包括：銀河戰士、中東女神、驢皮公主、尼羅河、人魚公主及Dancing Universe。
陳慧琳更於尾場宣佈與劉建浩結婚，宣佈婚訊消息一出迅即哄動娛樂圈，翌日成為多份報章雜誌的A1及C1頭條。是次演唱會主題曲為《主打愛》。
期後於2008年10月結婚的陳慧琳，為實現生育大計，不惜將原定下月展開、為期一年多約30場的世界巡回演唱會無限期押後，估計損失約3000萬元 ，包括首次於韓國舉辦個人演唱會的機會，其餘原定演唱會舉行地點包括美國、加拿大、中國、新加坡、馬來西亞和澳洲等。

## 巡演地點
| 日期          | 城市 | 國家 | 場地       | 附註                    |
| ------------- | ---- | ---- | ---------- | ----------------------- |
| 2008年6月13日 | 香港 | 香港 | 紅磡體育館 |                         |
| 2008年6月14日 | 香港 | 香港 | 紅磡體育館 |                         |
| 2008年6月15日 | 香港 | 香港 | 紅磡體育館 |                         |
| 2008年6月16日 | 香港 | 香港 | 紅磡體育館 |                         |
| 2008年6月17日 | 香港 | 香港 | 紅磡體育館 | 李克勤任嘉賓            |
| 2008年6月18日 | 香港 | 香港 | 紅磡體育館 | 黎明任嘉賓 尾場宣佈婚訊 |

### 取消之埸次
| 日期         | 城市 | 國家 | 場地       | 取消原因                       |
| ------------ | ---- | ---- | ---------- | ------------------------------ |
| 2008年6月7日 | 香港 | 香港 | 紅磡體育館 | 因四川大地震災情嚴峻而取消場次 |
| 2008年6月8日 | 香港 | 香港 | 紅磡體育館 | 因四川大地震災情嚴峻而取消場次 |

## 曲目
Disc 1
1. 銀河戰士Overture
2. 主打愛
3. 毫無保留
4. Phone殺令
5. 伶仃
6. 有福氣
7. 中東女神Prelude
8. 醉迷情人
9. Shake Shake
10. 點解你係咁
11. 你這個男人
12. 抱歉柯德莉夏萍
13. 驢皮公主Prelude
14. 真感覺
15. 星夢情真

Disc 2
1. 希望
2. 一切很美只因有你
3. 尼羅河Prelude
4. 隨身聽
5. 戀愛神經
6. Don't Stop
7. 唔關你事
8. 人魚Prelude
9. 薰衣草
10. 最好給最好
11. 風花雪
12. 誰願放手
13. Dancing Universe Prelude
14. 戀愛情色

Disc 3
1. 大日子
2. 花花宇宙
3. 失憶周未
4. 1st Encore
5. 最佳位置
6. 對你太在乎
7. 最愛演唱會
8. 2nd Encore
9. 紙醉金迷
10. 大日子
11. 花花宇宙
12. 失憶周未
13. 3rd Encore
14. 一切很美只因有你

## 發行版本
- VCD
- DVD
- Bluray

## 外部連結
- 陳慧琳Love Fighters演唱會2008官方網站 （页面存档备份，存于）